# Richard Bergmann
Richard Bergmann (Viena; 10 de abril de 1919-Londres; 5 de abril de 1970) fue un jugador profesional de tenis de mesa austriaco y posteriormente nacionalizado británico, ganador de cuatro campeonatos mundiales, en los años 1937, 1939, 1948 y 1950, celebrados en Baden, El Cairo, Londres y Budapest, respectivamente.
Bergmann es considerado uno de los mejores tenimesistas de la historia, solo el húngaro Viktor Barna ha ganado más campeonatos mundiales que él, en modalidad individual.